# 中国工合国际委员会
中国工合国际委员会，简称“工合国际”，是致力于推动中国工业合作社发展的国际性民间团体。工合国际由宋庆龄于1939年在香港发起成立，1952年停止活动；后于1987年在北京恢复运转。
工合国际是CICOPA和国际合作联盟（ICA）成员。

## 机构设置
工合国际设全委会、执委会和常委会，由常委会选举产生主席、副主席，聘任秘书长。

###### 第五届常委会成员
主　席：柯马凯(Michael Crook，英国)
副主席：余临（法定代表人）、荣大伟（Dave Bromwich，新西兰）、宋振东、李建平、李志明、查添木（Tim Zachernuk，加拿大）
常　委：柯马凯（Michael Crook）、荣大伟（Dave Bromwich）、国鲁来、李中华、宋振东、余  临、苑  鹏、查添木（Tim Zachernuk，加拿大）、李志明、李建平、金国明、丁秋萍、徐凤华、李金国、张羱霖、李白雪